# Морфская митрополия
Мо́рфская митропо́лия (греч. Ιερά Μητρόπολις Μόρφου) — епархия Кипрской православной церкви.
Образована 13 августа 1973 года решением Священного Синода Кипрской православной церкви путём выделения из Киринейской митрополии. При этом Морфская митрополия считалась преемницей Солийской епархии, а правящий архиерей новой епархии носит титул митрополита Морфского и проэдра Соли. С 1974 года город Морфу оказался под турецкой оккупацией.

## Епископы
- 13 августа 1973 — 21 января 1996 — Хрисанф (Сарияннис)
- январь 1996 — сентябрь 1998 — Павел (Мандованис) в/у, митр. Киренийский
- с 13 сентября 1998 — Неофит (Масурас)

## Монастыри[3]
- Ιερά Μονή Αγίου Νικολάου Ορούντας
- Монастырь святого Иоанна Лампадиста
- Церковь Панагии ту Арака
- Ιερά Μονή Παναγίας Ασίνου
- Ιερά Μονή Σταυρού Αγιασμάτη
- Ιερά Μονή Παναγίας Ποδίθου
- Ιερό Ησυχαστήριο Οσίου Σεραφείμ του Σάρωφ
- Ιερά Μονή Παναγίας Χρυσοκουργαλιωτίσσης